# Cordilheira Verkhoiansk

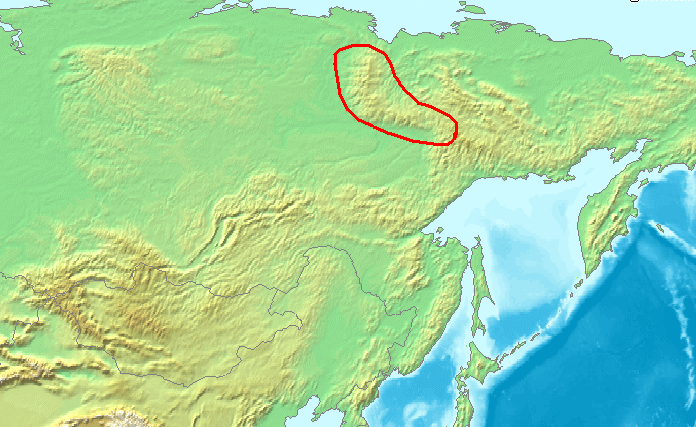
Localização da cordilheira Verkhoiansk na Sibéria.

Cordilheira Verkhoiansk (em russo:  Верхоянский хребет) é uma cadeia de montanhas do leste da Sibéria, abrangendo cerca de 1000 quilômetros, na República Iacútia, Rússia. A cordilheira forma um vasto arco entre os rios Lena e Aldan, a oeste, e o rio Iana, a leste. A cadeia de montanhas alcança 2 480 metros de altitude no sul e nela existem depósitos de carvão, prata, chumbo e zinco. A cordilheira Verkhoiansk fica a oeste da fronteira das placas tectônicas Eurasiática e Norte-Americana.
As temperaturas mais baixas já registradas em lugares habitados do mundo foram sentidas na região e há uma cobertura de neve bastante profunda durante a maior parte do ano. Durante o último máximo glacial a faixa continha extensas geleiras e o cenário no verão é típico de montanhas "alpinas".